# Polidor Plasden
Polidor Plasden (ur. 1563 w Londynie, zm. 10 grudnia 1591 w Tyburn) – święty katolicki, ksiądz, męczennik.

## Życiorys
Wykształcenie zdobył w Reims i Rzymie. Dwa lata po otrzymaniu święceń kapłańskich otrzymał misję powrotu do Anglii. Prowadził działalność przybierając nazwisko Oliwera Palmera, w Londynie. Aresztowany został w trakcie mszy, którą odprawiał ks. Edmund Gennings. Zginęli tego samego dnia powieszeni, a następnie poćwiartowani w grupie pięciu kapłanów i czterech wiernych świeckich (zginęli tego dnia także m.in.: Eustachy White, Brian Lacy, John Mason, Sydney Hodgson i Switun Wells).
Beatyfikowany został przez papieża Piusa XI 15 grudnia w grupie 136 angielskich męczenników w 1929 roku, a kanonizowany w grupie Czterdziestu męczenników Anglii i Walii przez Pawła VI 25 października 1970 roku.
Jego wspomnienie obchodzone jest w dies natalis (10 grudnia).

## Źródła internetowe
- Fabio Arduino, Santi Polidoro Plasden ed Eustazio White (wł.)